# Frea flavomaculata
Frea flavomaculata là một loài bọ cánh cứng trong họ Cerambycidae.